# Departamento
Departamento (span. für „Departement“) ist eine Bezeichnung für politisch-territoriale Einheiten in verschiedenen spanischsprachigen Ländern Mittel- und Südamerikas: 
- In Argentinien sind 22 der 23 Provinzen in 376 Departamentos untergliedert, siehe Departamentos in Argentinien
- Bolivien ist in 9 Departamentos gegliedert, die ihrerseits in Provinzen untergliedert sind, siehe Departamentos in Bolivien
- El Salvador ist in 14 Departamentos gegliedert, siehe Departamentos in El Salvador
- Guatemala ist in 22 Departamentos gegliedert, siehe Departamentos in Guatemala
- Honduras ist in 18 Departamentos gegliedert, siehe Departamentos in Honduras
- Kolumbien ist in 32 Departamentos und einen Hauptstadtdistrikt (Distrito capital) gegliedert, siehe Departamentos in Kolumbien
- Nicaragua ist in 15 Departamentos und 2 Autonome Gebiete (Comunidades Autónomas) gegliedert, siehe Departamentos in Nicaragua
- Paraguay ist in 17 Departamentos und einen Hauptstadtdistrikt (Distrito capital) gegliedert, siehe Departamentos in Paraguay
- Peru war in 24 Departamentos gegliedert, siehe Verwaltungsgliederung Perus
- Uruguay ist in 19 Departamentos gegliedert, siehe Departamentos in Uruguay

Im Gegensatz dazu heißen die großen Verwaltungseinheiten in anderen Ländern Lateinamerikas auch Bundesstaat, Region oder Provinz. So gliedert sich 
- Argentinien in 23 Provinzen
- Brasilien in 27  Bundesstaaten
- Chile in 16 Regionen und 56 Provinzen
- Ecuador in 24 Provinzen und Kantone
- Kuba in 15 Provinzen
- Panama in 9 Provinzen und 5 Territorien
- Venezuela in 23  Bundesstaaten